# Харківка (Уманський район)
Харкі́вка —  село в Україні, в Маньківській селищній громаді Уманського району Черкаської області. Розташоване на обох берегах річки Кищиха (притока Гірського Тікичу) за 6,5 км на північ від селища Маньківка. Населення становить 513 осіб.

## Галерея

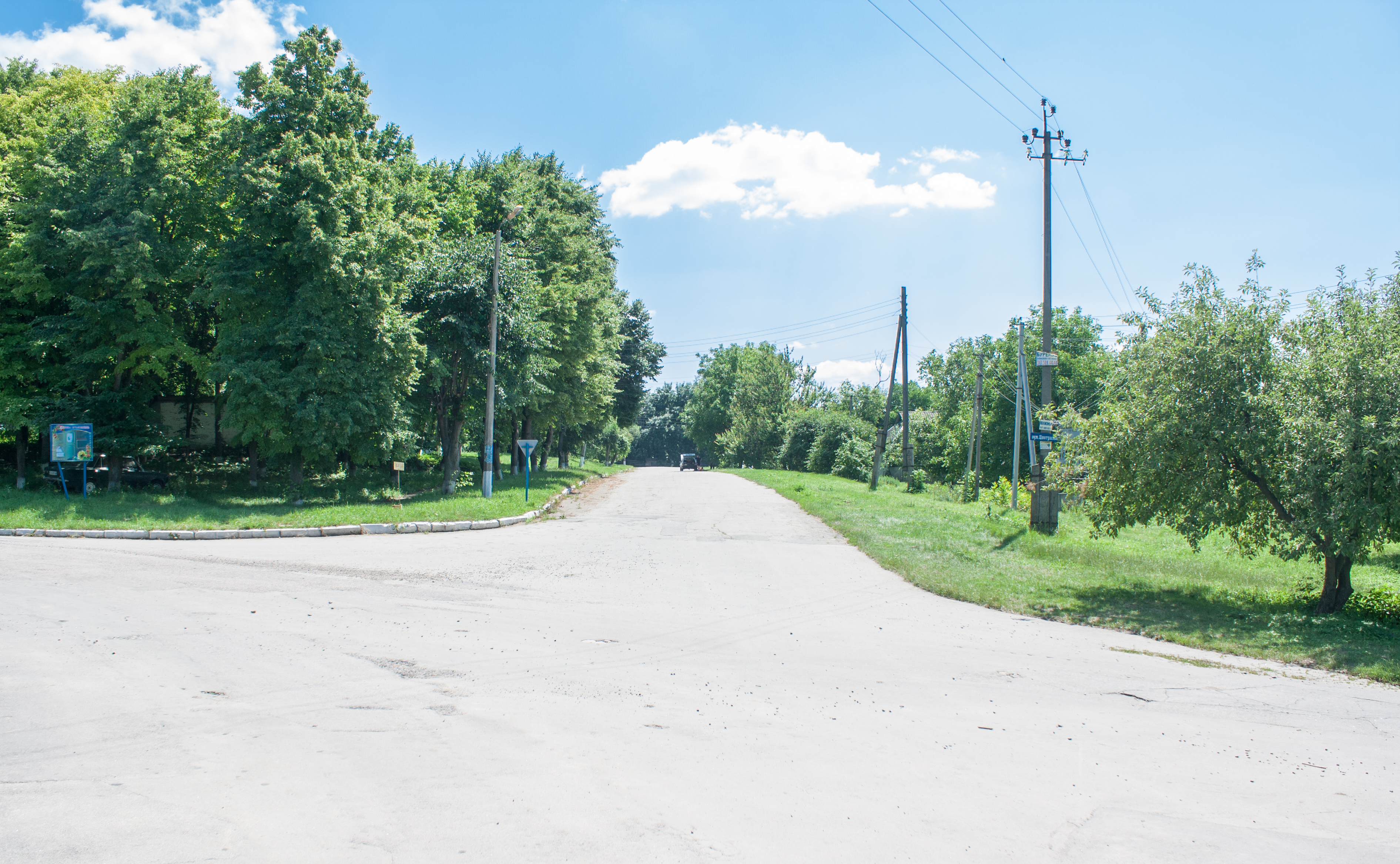
Вулиця Центральна
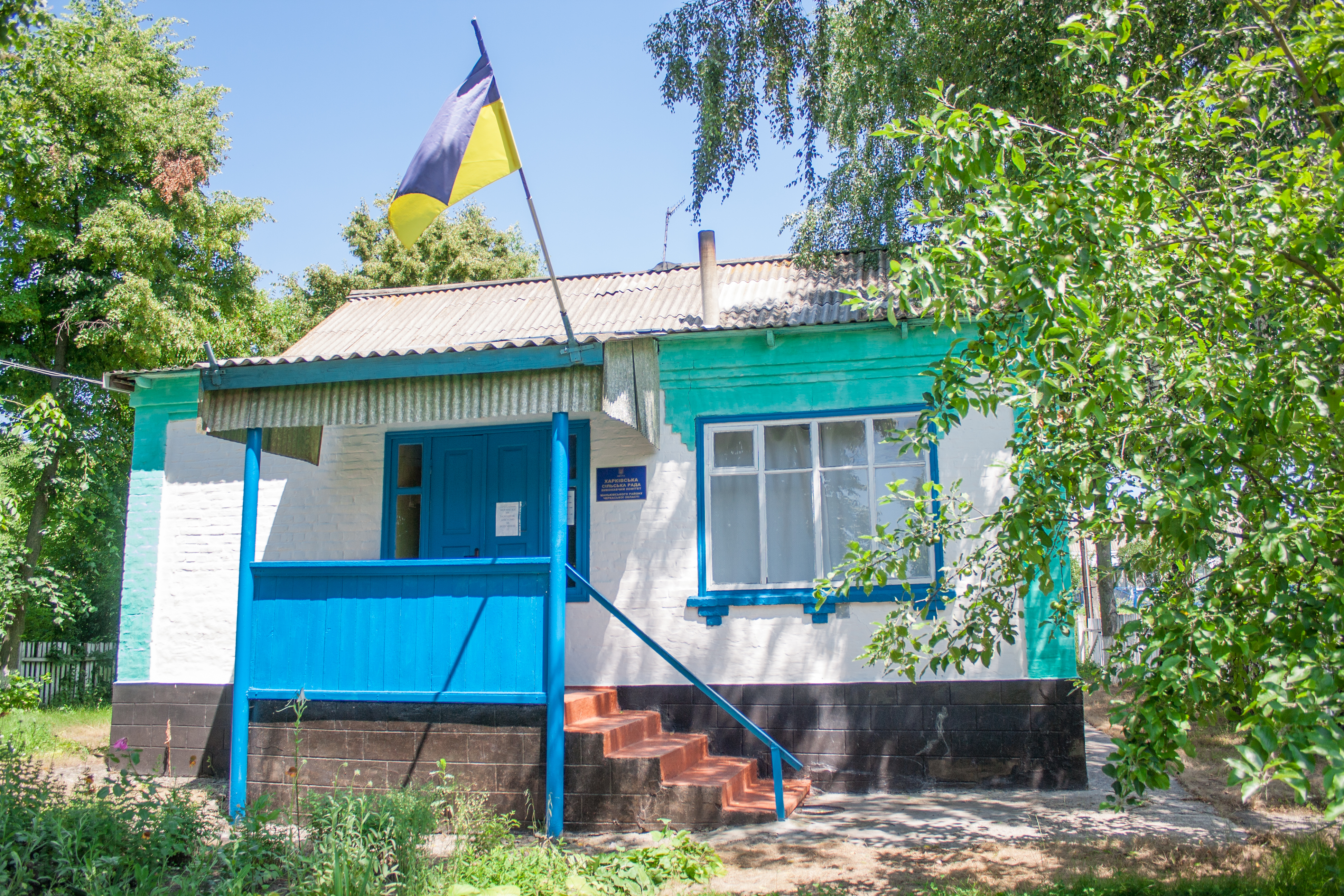
Сільська рада
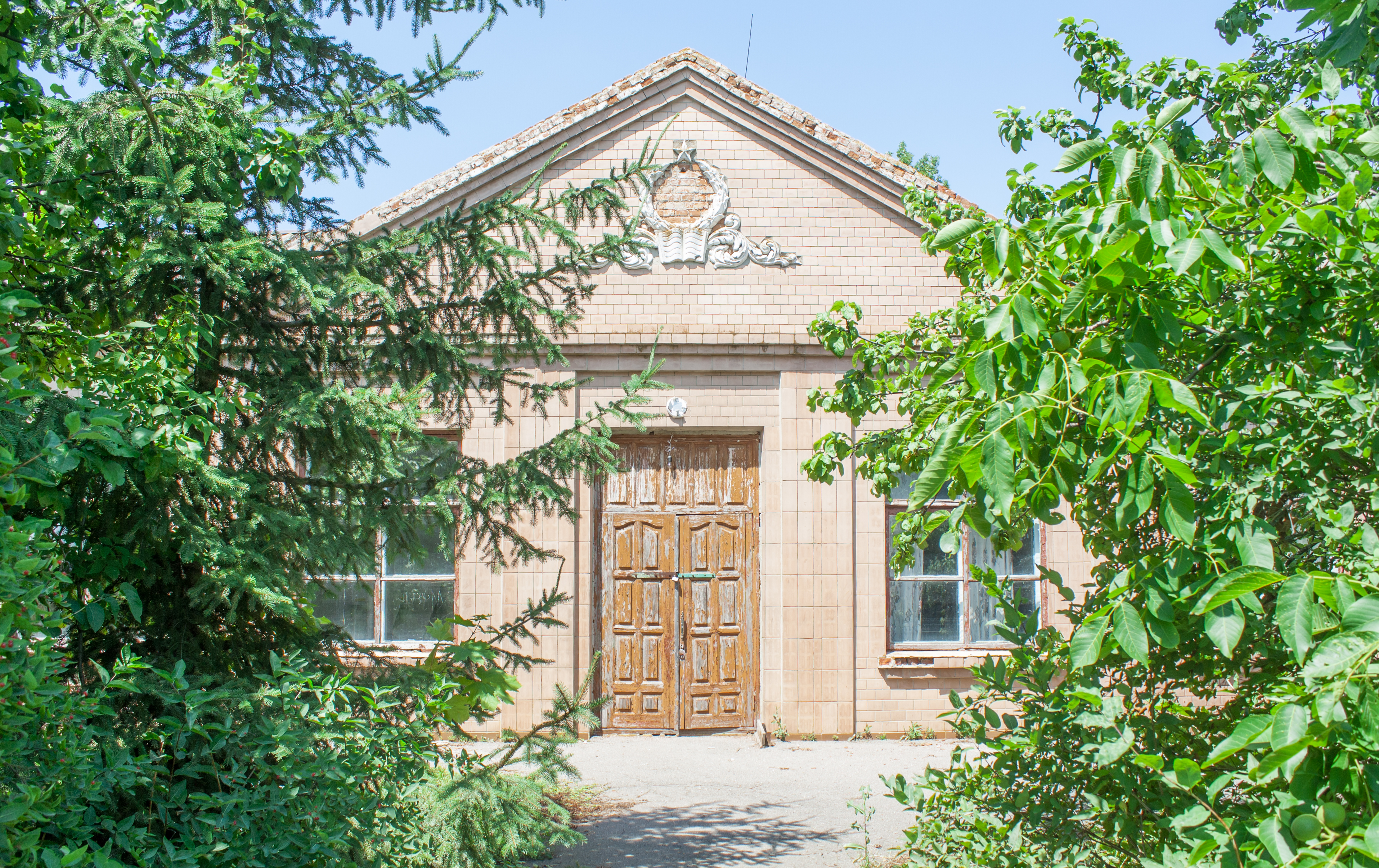
Школа
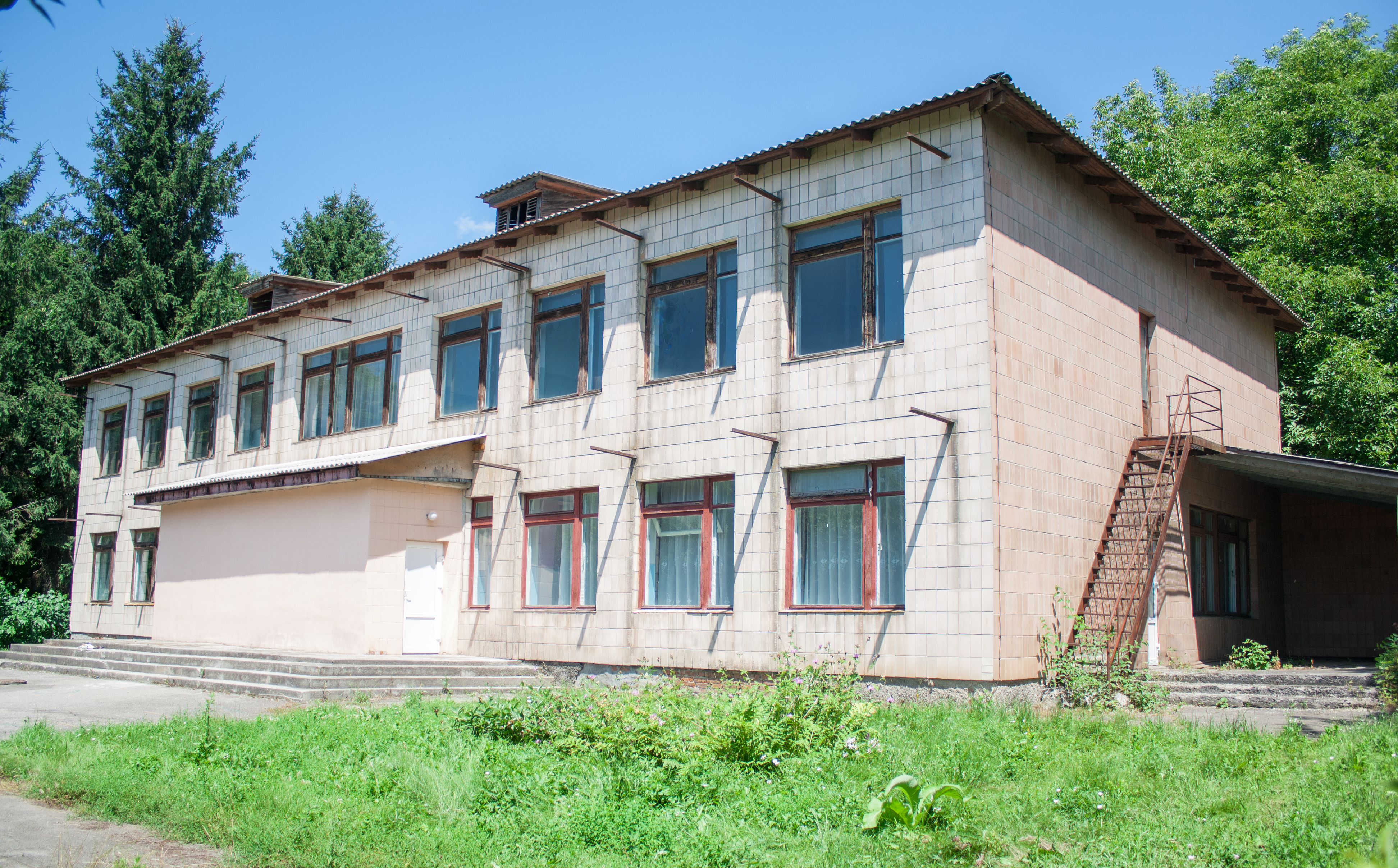
Дитсадок
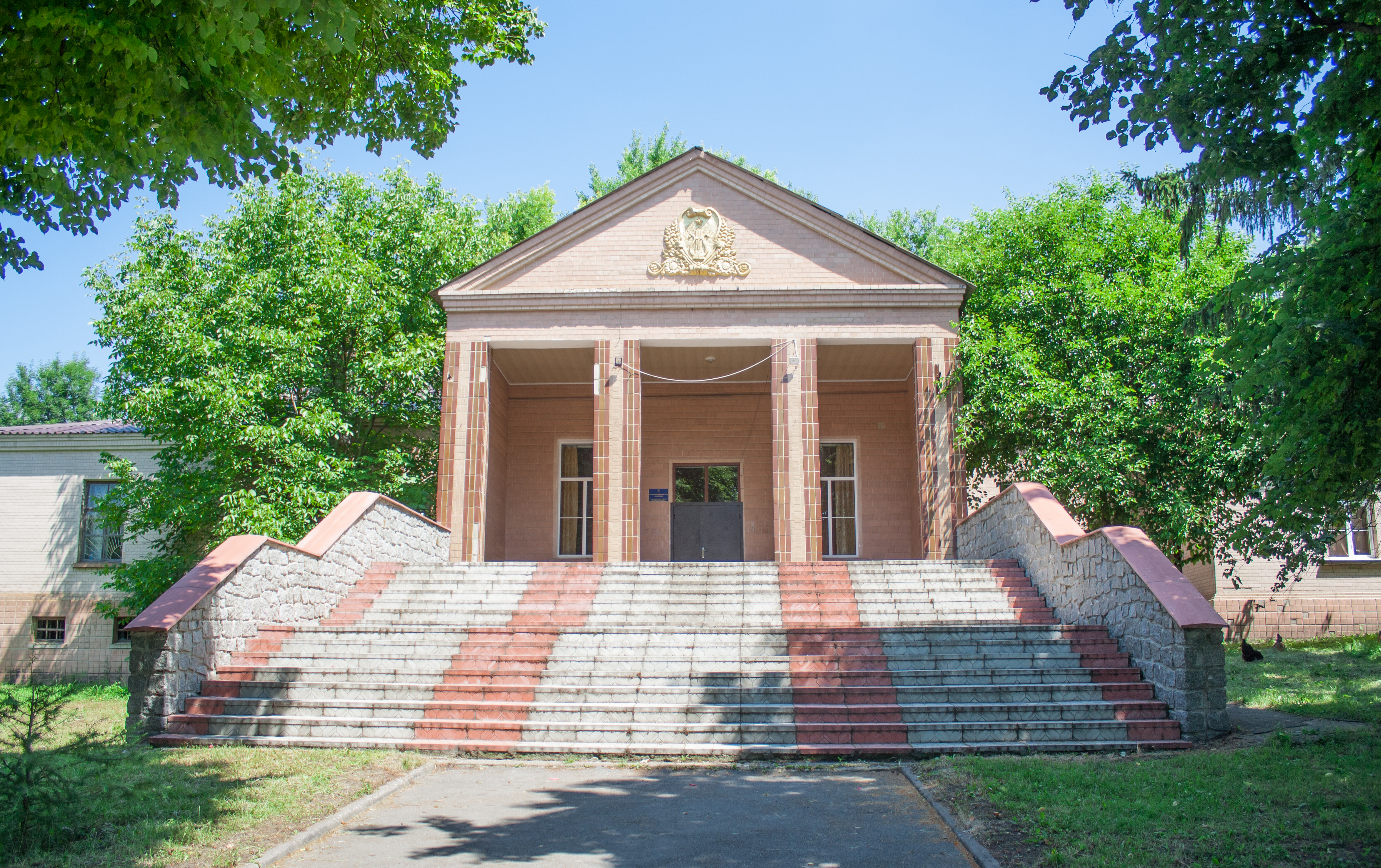
Будинок культури
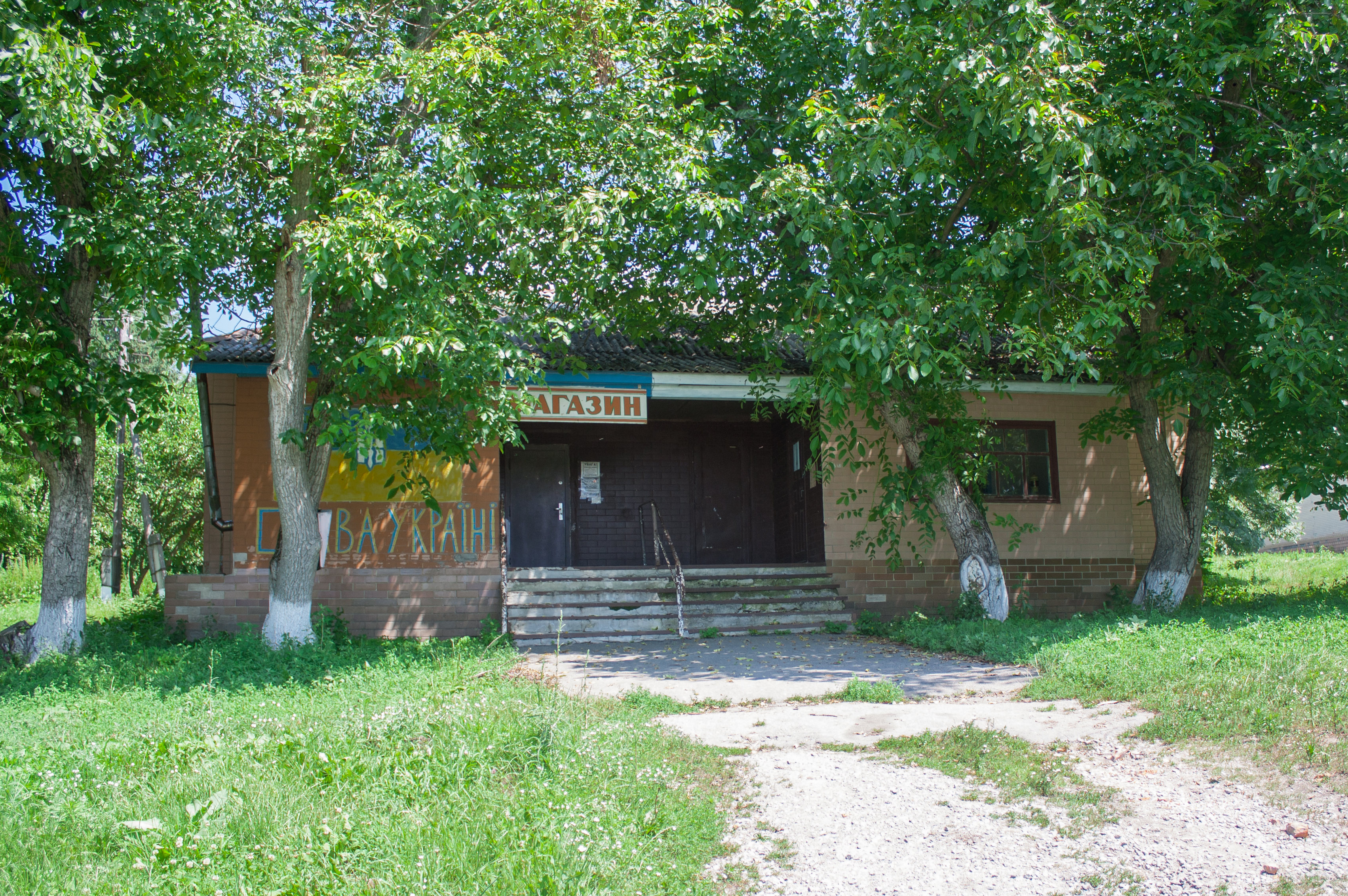
Магазин
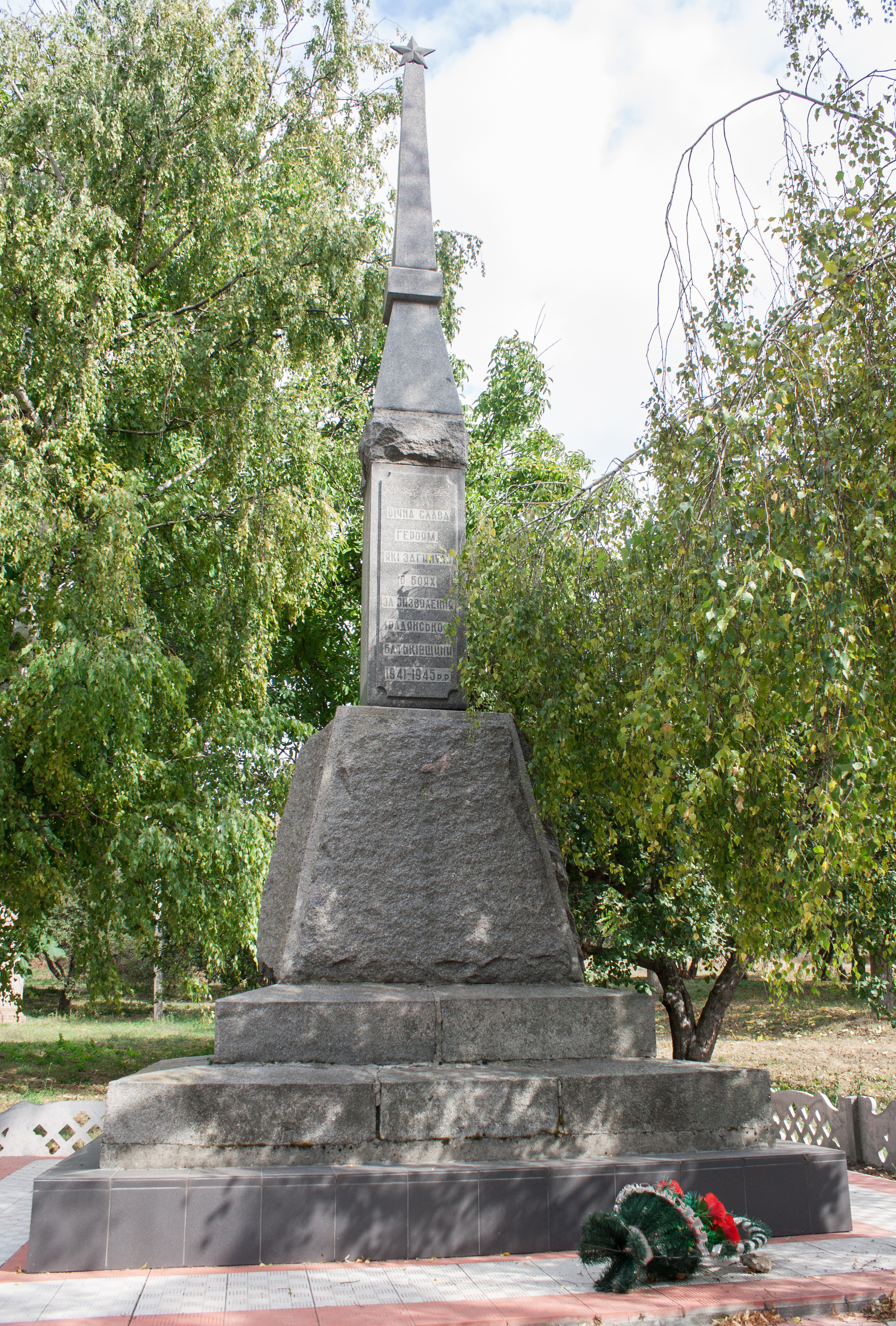
Пам'ятник воїнам-односельцям
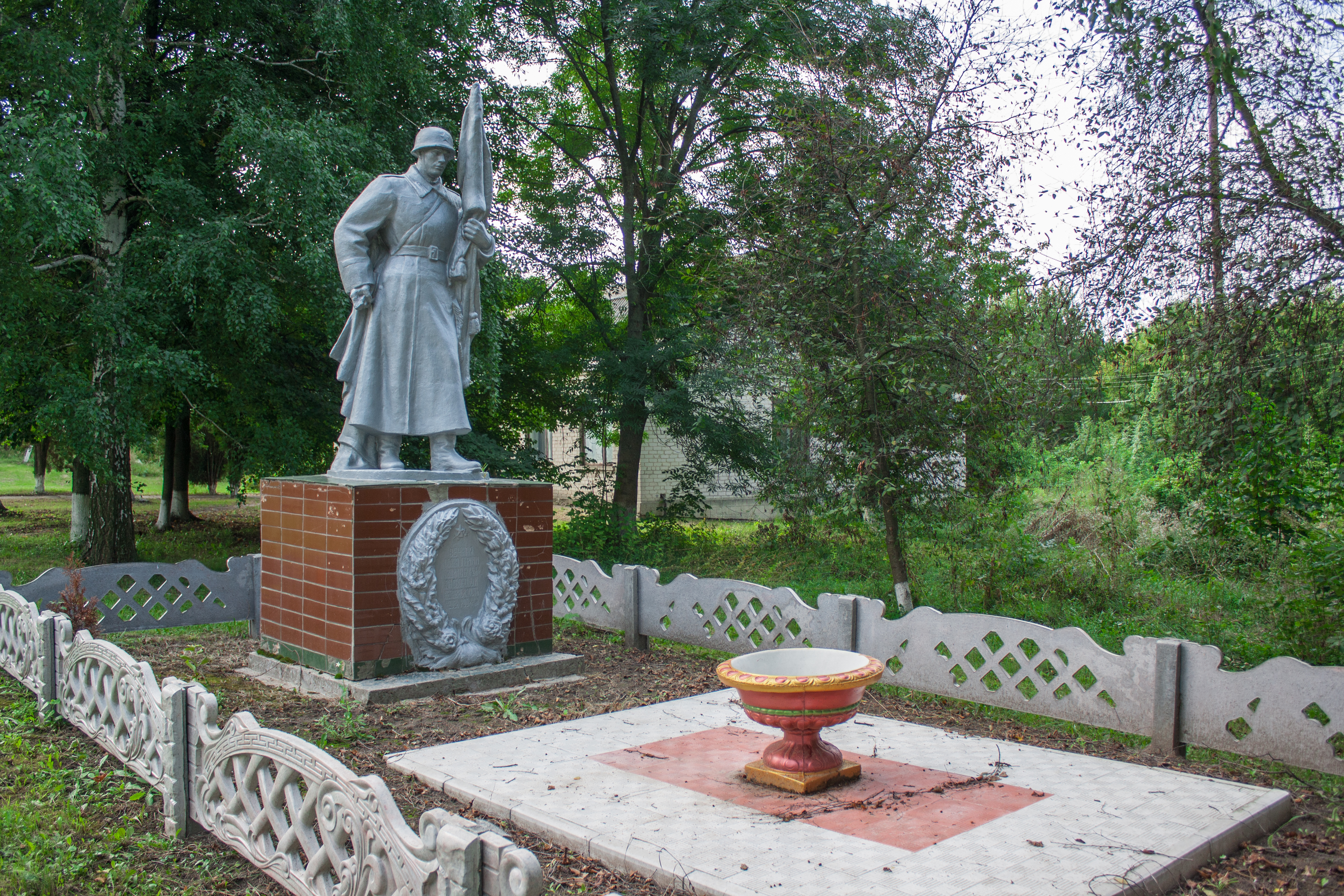
Братська могила радянських воїнів
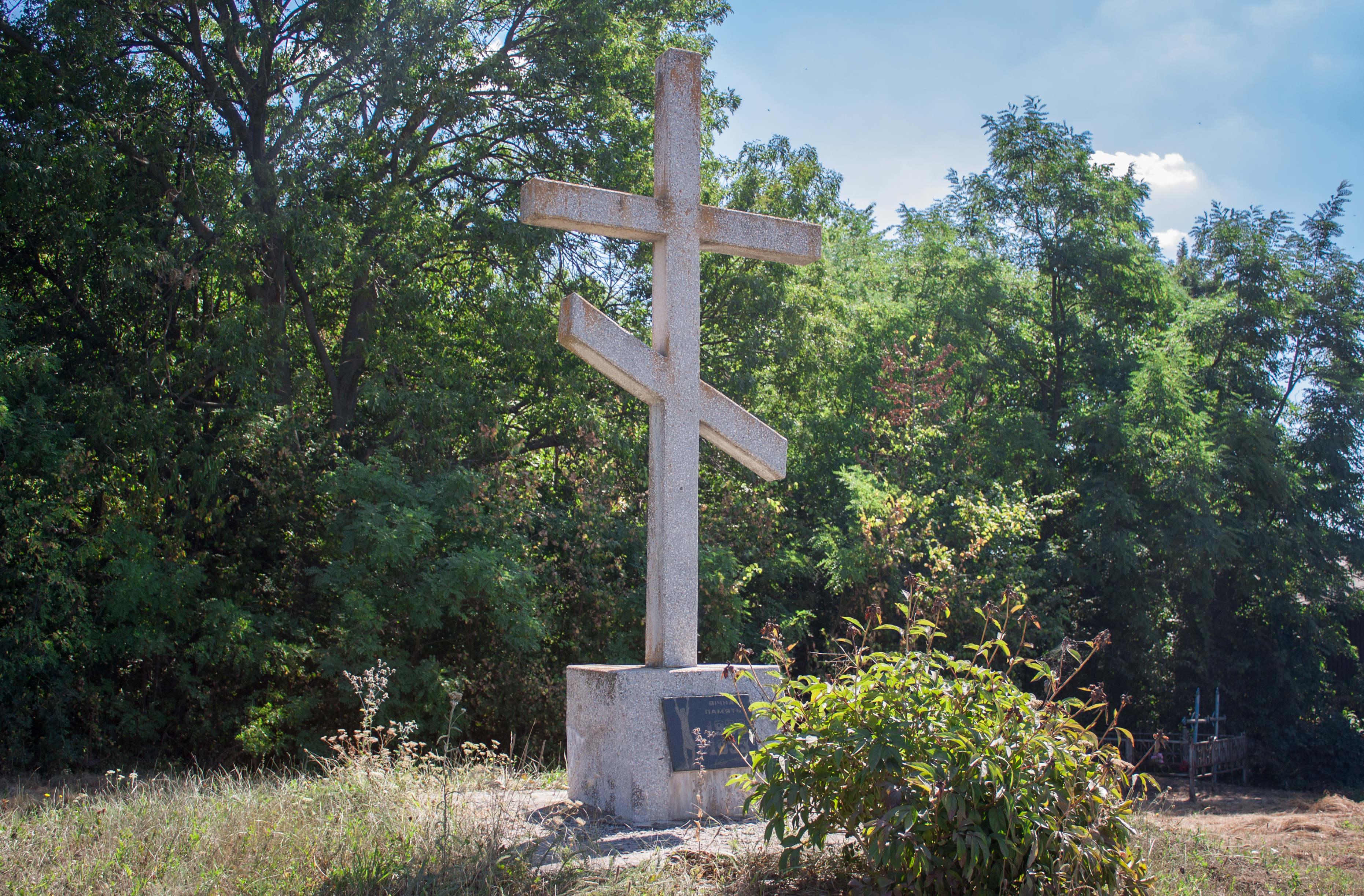
Пам’ятний знак жертвам Голодомору